# Ryo Kubota (fotbollsspelare född 2001)
Ryo Kubota (窪田 稜 Kubota Ryo?), född 5 januari 2001 i Chiba prefektur, är en japansk fotbollsspelare.
Kubota spelade mellan 2019 och 2022 i Zweigen Kanazawa men var under säsongen 2021-2022 utlånad till FC Gifu. 2023 flyttade han permanent till FC Gifu.